# امیرارسلان مطهری
امیر ارسلان مطهری (زادهٔ ۱۹ اسفند ۱۳۷۱) بازیکن فوتبال اهل ایران است که در پست مهاجم برای باشگاه فجرسپاسی در لیگ برتر خلیج فارس بازی می‌کند.
وی سابقهٔ حضور در نفت تهران و پارس جنوبی و ذوب‌آهن، استقلال، تراکتور و نیروی زمینی را دارد.

## عملکرد باشگاهی

### سال‌های اولیه
مطهری مدتی در تیم زیر ۲۱ سال مقاومت تهران بازی کرد و بعد از آن نیز با بازی خوب خود از موجبات قهرمانی زیر ۲۱ ساله‌های نفت در فصل ۹۳–۱۳۹۲ مسابقات لیگ برتر آسیا ویژن تهران شد.

### نفت تهران
مطهری در ۲۴ مه ۲۰۱۴ با قراردادی سه ساله به نفت تهران پیوست.او اولین بازی خود را در ۷ اوت ۲۰۱۴ در برابر راه‌آهن به عنوان بازیکن تعویضی حسین ابراهیمی انجام داد و اولین گل خود را هم در برابر گسترش فولاد زد، که این بازی با نتیجه ۱–۱ تساوی خاتمه یافت. او در این تیم هم دروازه پرسپولیس روباز کرد.در تاریخ ۱۸ مارس ۲۰۱۵، مطهری با زدن گل پیروزی نفت در برابر الشباب، اولین پیروزی باشگاه در مرحله گروهی لیگ قهرمانان آسیا را رقم زد.

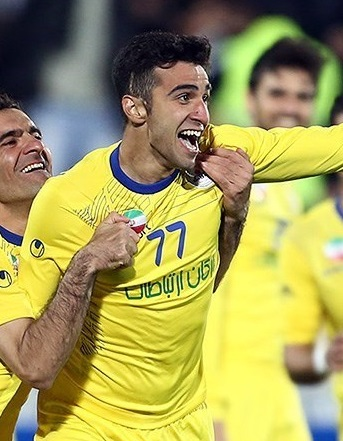
مطهری درحال بازی برای نفت تهران در برابر الجیش

### استقلال تهران
وی در ژانویه ۲۰۲۰ به باشگاه استقلال پیوست. او شماره ۷۲ را در استقلال بر تن کرد. اولین بازی اش در دقایق آخر تعویضی مقابل الکویت به میدان آمد. در بازی بعد مقابل الریان تعویض شد که گل چهارم و پنجم استقلال را به ثمر رساند و استقلال بازی را ۵ بر صفر برنده شد. در اولین دربی تهران هم ۲ گل زد. وی در فینال جام حذفی هم گل زد. و در نیمه نهایی پنالتی پیروزی بخش استقلال را در مقابل پرسپولیس زد. وی بهترین مهاجم غرب آسیا در لیگ قهرمانان آسیا هم شد.
در فصل دوم حضورش در اولین بازی فصل به مس رفسنجان گل زد. او در دربی تهران ثانیه ۶۷ گلزنی کرد.
وی در ۲۷ بهمن ۱۴۰۲ از استقلال جدا شد.

### تراکتور تبریز
وی در ۶ اسفند ۱۴۰۲ با قراردادی به باشگاه فوتبال تراکتور پیوست.

## آمار باشگاهی
| باشگاه           | لیگ              | فصل              | لیگ  | لیگ | جام حذفی | جام حذفی | آسیا | آسیا | سوپر جام | سوپر جام | مجموع | مجموع |
| باشگاه           | لیگ              | فصل              | بازی | گل  | بازی     | گل       | بازی | گل   | بازی     | گل       | بازی  | گل    |
| ---------------- | ---------------- | ---------------- | ---- | --- | -------- | -------- | ---- | ---- | -------- | -------- | ----- | ----- |
| نفت تهران        | لیگ برتر         | ۲۰۱۴–۲۰۱۵        | ۲۶   | ۸   | ۱        | ۰        | ۱۱   | ۳    | –        | –        | ۳۸    | ۱۱    |
| نفت تهران        | لیگ برتر         | ۲۰۱۵–۲۰۱۶        | ۲۳   | ۲   | ۱        | ۰        | ۱    | ۰    | –        | –        | ۲۵    | ۲     |
| نفت تهران        | لیگ برتر         | ۲۰۱۶–۲۰۱۷        | ۲۶   | ۴   | ۵        | ۳        | –    | –    | –        | –        | ۳۱    | ۷     |
| مجموع نفت تهران  | مجموع نفت تهران  | مجموع نفت تهران  | ۷۵   | ۱۴  | ۷        | ۳        | ۱۲   | ۳    | –        | –        | ۹۴    | ۲۰    |
| پارس جنوبی       | لیگ برتر         | ۲۰۱۷–۲۰۱۸        | ۹    | ۰   | ۱        | ۰        | –    | –    | –        | –        | ۱۰    | ۰     |
| مجموع پارس جنوبی | مجموع پارس جنوبی | مجموع پارس جنوبی | ۹    | ۰   | ۱        | ۰        | –    | –    | –        | –        | ۱۰    | ۰     |
| تراکتور          | لیگ برتر         | ۲۰۱۷–۲۰۱۸        | ۱۲   | ۰   | ۰        | ۰        | ۶    | ۰    | –        | –        | ۱۸    | ۰     |
| مجموع تراکتور    | مجموع تراکتور    | مجموع تراکتور    | ۱۲   | ۰   | ۰        | ۰        | ۶    | ۰    | –        | –        | ۱۸    | ۰     |
| صحم              | لیگ عمان         | ۲۰۱۸–۲۰۱۹        | ۰    | ۰   | ۰        | ۰        | –    | –    | –        | –        | ۰     | ۰     |
| ذوب آهن          | لیگ برتر         | ۲۰۱۸–۲۰۱۹        | ۱۳   | ۶   | ۰        | ۰        | ۹    | ۴    | –        | –        | ۲۲    | ۱۰    |
| ذوب آهن          | لیگ برتر         | ۲۰۱۹–۲۰۲۰        | ۱۳   | ۵   | ۲        | ۰        | ۰    | ۰    | –        | –        | ۱۵    | ۵     |
| مجموع ذوب‌آهن     | مجموع ذوب‌آهن     | مجموع ذوب‌آهن     | ۲۶   | ۱۱  | ۲        | ۰        | ۹    | ۴    | –        | –        | ۳۷    | ۱۵    |
| استقلال          | لیگ برتر         | ۲۰۱۹–۲۰۲۰        | ۱۱   | ۵   | ۲        | ۱        | ۷    | ۴    | –        | –        | ۲۰    | ۱۰    |
| استقلال          | لیگ برتر         | ۲۰۲۰–۲۰۲۱        | ۲۹   | ۷   | ۵        | ۰        | ۶    | ۱    | –        | –        | ۴۰    | ۸     |
| استقلال          | لیگ برتر         | ۲۰۲۱–۲۰۲۲        | ۲۵   | ۳   | ۲        | ۱        | –    | –    | –        | –        | ۲۷    | ۴     |
| استقلال          | لیگ برتر         | ۲۰۲۲–۲۰۲۳        | ۲۳   | ۴   | ۵        | ۱        | –    | –    | ۱        | ۱        | ۲۹    | ۶     |
| استقلال          | لیگ برتر         | ۲۰۲۳–۲۰۲۴        | ۷    | ۱   | ۰        | ۰        | –    | –    | –        | –        | ۷     | ۱     |
| مجموع استقلال    | مجموع استقلال    | مجموع استقلال    | ۹۵   | ۲۰  | ۱۴       | ۳        | ۱۳   | ۵    | ۱        | ۱        | ۱۲۳   | ۲۹    |
| تراکتور          | لیگ برتر         | ۲۰۲۳–۲۰۲۴        | ۶    | ۰   | ۲        | ۰        | ۰    | ۰    | –        | –        | ۸     | ۰     |
| مجموع تراکتور    | مجموع تراکتور    | مجموع تراکتور    | ۶    | ۰   | ۲        | ۰        | ۰    | ۰    | –        | –        | ۸     | ۰     |
| مجموع آمار       | مجموع آمار       | مجموع آمار       | ۲۲۳  | ۴۵  | ۲۶       | ۶        | ۴۰   | ۱۲   | ۱        | ۱        | ۲۹۰   | ۶۴    |

## افتخارات

### باشگاهی
- قهرمانی در جام حذفی ۹۶–۱۳۹۵ به همراه تیم نفت تهران
- نایب قهرمانی در جام حذفی ۹۹–۱۳۹۸ به همراه تیم استقلال
- نایب قهرمانی در جام حذفی ۱۴۰۰–۱۳۹۹ به همراه تیم استقلال
- نایب قهرمانی در لیگ برتر ۹۹–۱۳۹۸ به همراه تیم استقلال
- قهرمانی در لیگ برتر ۰۱–۱۴۰۰ به همراه تیم استقلال‌
- قهرمانی در سوپر جام ۱۴۰۱ به  همراه تیم استقلال
- نایب قهرمانی در جام حذفی ۰۲–۱۴۰۱ به همراه تیم استقلال

### ملی
- قهرمانی مسابقات فوتبال غرب آسیا ۲۰۱۵ به همراه تیم ملی فوتبال امید ایران

### فردی
- پدیده فوتبال ایران در فصل ۹۴–۱۳۹۳[۹]
- آقای گل جام شهدا ۱۳۹۶[۱۰]
- بهترین بازیکن مسابقات فوتبال غرب آسیا ۲۰۱۵
- دومین گلزن برتر مسابقات فوتبال غرب آسیا ۲۰۱۵
- بهترین مهاجم منطقه غرب لیگ قهرمانان آسیا ۲۰۲۰[۱۱]
- نخستین بازیکن تاریخ باشگاه استقلال که در تمامی تورنمنت‌های رسمی گلزنی کرده است. لیگ برتر، جام حذفی، لیگ قهرمانان آسیا، سوپر جام[۱۲]

## عملکرد ملی

### جوانان
او در تیم ملی فوتبال زیر ۲۲ سال ایران در مسابقات قهرمانی زیر ۲۲ سال ای‌اف‌سی ۲۰۱۳ حضور داشتو دو بازی در برابر زیر ۲۲ سال ژاپن و زیر ۲۲ سال استرالیا انجام داد.
او در تمرین تیم ملی فوتبال امید ایران برای بازی‌های آسیایی ۲۰۱۴ توسط نلو وینگادا دعوت شد.نام وی در لیست تیم امید در مسابقات قهرمانی زیر ۲۳ سال ای‌اف‌سی ۲۰۱۶ حضور داشت. او به‌عنوان بهترین بازیکن قهرمانی فوتبال زیر ۲۳ سال غرب آسیا ۲۰۱۵ انتخاب شد. مطهری در این تورنمنت ۳ گل به ثمر رساند که یکی از آنها در بازی فینال در برابر سوریه بود که ایران ۰–۲ پیروز شد. در ۱۲ ژانویه ۲۰۱۶، مطهری در فینال گل نخست ایران را در برابر سوریه به ثمر رساند و به نخستین قهرمانی ایران در مسابقات قهرمانی زیر ۲۳ سال ای‌اف‌سی ۲۰۱۶ کمک کرد.

### بزرگسالان
مطهری در مه ۲۰۱۵ توسط کارلوس کیروش به اردوی تیم ملی ایران دعوت شد.

### تیم ملی امید ایران
وی برای بازیهای آسیایی هانگژو ۲۰۲۳ توسط رضا عنایتی به عنوان سهمیه بزرگسال به تیم ملی امید دعوت شدند. ارسلان توانست در این رقابت‌ها گل اول تیم ملی امید ایران رو به تیم ملی امید فوتبال ویتنام به ثمر برساند.